# 三溴化锝
三溴化锝是一种无机化合物，化学式为TcBr3。

## 制备与结构
用氢于750℃还原二氧化锝，得到灰色的金属锝。将制得的金属锝和溴按化学计量比1:3反应，得到TcBr3。
2 Tc + 3 Br2 → TcBr3
其结构为无限延伸的链状[TcBr6]八面体。而同族铼的三溴化物为三聚体Re3Br9。